# Antônio Anastasia
Antônio Anastasia (Belo Horizonte, 1961. május 9. –) brazil politikus és jogász.
2006-tól alkormányzóként dolgozott, 2010 és 2014 között Minas Gerais állam kormányzója volt.
Római katolikus vallású.